# Ricardo de Sousa Secco
Ricardo de Sousa Secco ( 1955 - ) es un botánico y curador brasileño. Pertenece al grupo científico del "Museo Paraense Emilio A. Goeldi, de Belém.

## Actuaciones académicas
- Lobato, Regina Célia Tavares; D Pinheiro; R Secco; H Sótäo; LMM Carreira. 2004. Participação em banca de Adriana Paula da Silva Souza. Inventário da diversidade de musgos (Bryophyta) do município de Barcarena (PA), Brasil. Dissertação (Mestrado em Botânica) - Universidade Federal Rural da Amazônia.

## Algunas publicaciones
- Carreira, LMM; R Secco; OM Barth. 1996. Pollen morphology of the lianescent species of the genus Croton I (Euphorbiaceae). Grana, Estocolmo, Suecia, v. 35, p. 74-78

### Libros
- Secco, R de S. 2004. Alchorneae (Euphorbiaceae). Flora Neotropica Monograph, vol. 93. 78 ﬁgs. 194 pp. The New York Botanical Garden Press, New York. ISBN 0-89327-456-9

- La abreviatura «Secco» se emplea para indicar a Ricardo de Sousa Secco como autoridad en la descripción y clasificación científica de los vegetales.[2]